# Gabian
Gabian és un municipi occità del Llenguadoc, de la regió d'Occitània, al departament de l'Erau.

## Demografia

Població 1962-2008